# 空大経
『空大経』（くうだいきょう、巴: Mahāsuññata-sutta, マハースンニャタ・スッタ）とは、パーリ仏典経蔵中部に収録されている第122経。『大空経』（だいくうきょう）、『大空性経』（だいくうしょうきょう）とも。
類似の伝統漢訳経典としては、『中阿含経』（大正蔵26）の第191経「大空経」がある。
釈迦が、アーナンダに、比丘の修行のあり方について説く。

## 構成

### 登場人物
- 釈迦
- アーナンダ

### 場面設定
ある時、釈迦はカピラヴァットゥ（カピラ城）のニグローダ園に滞在していた。
釈迦は、アーナンダに、修行者は独居でいるべきであり、社交を喜んだり憂いたりする者は解脱できないし、色を愛し楽しむ者はそれ故に悲しみ苦しむこと、如来は認識が空に達しており、内外の変化に囚われずに心が常に内に治まって安定しているということを説く。
そして、心を治める方法として、四禅、五欲・五蘊の監視を挙げ、最後に優れた師の九の条件を説く。
アーナンダは歓喜する。

## 日本語訳
- 『南伝大蔵経・経蔵・中部経典4』（第11巻下） 大蔵出版
- 『パーリ仏典 中部（マッジマニカーヤ）後分五十経篇I』 片山一良訳 大蔵出版
- 『原始仏典 中部経典4』（第7巻） 中村元監修 春秋社